# Wally Walker
Walter Frederick Walker, detto Wally (Millersville, 18 luglio 1954), è un ex cestista e dirigente sportivo statunitense, professionista nella NBA e in Italia.

## Carriera
Venne selezionato dai Portland Trail Blazers al primo giro del Draft NBA 1976 (5ª scelta assoluta).
Con gli Stati Uniti disputò le Universiadi di Mosca 1973.

## Palmarès
- Campionato NBA: 2

Portland TrailBlazers: 1977
Seattle Supersonics: 1979
- Campionato italiano: 1

Olimpia Milano: 1984-85